# L'Aventure d'une BD
L'Aventure d'une BD est un album de bande dessinée écrit et dessiné par Sergio Garcia et mis en couleurs par Lola Moral. 

## Thème
L'auteur présente à un jeune public les différentes étapes de la création d'un album de BD,,.

## Publication
- 2004 : Delcourt (Collection Jeunesse) : première édition  (ISBN 2-84789-404-7)